# James McNeill Whistler
James Abbott McNeill Whistler (født 14. juli 1834 i Lowell, Massachusetts, USA, død 17. juli 1903 i London, England, Storbritannien) var amerikansk-britisk maler.
Han er bedst kendt for sit portræt af Kunstnerens mor, Arrangement i Gråt og Sort, No. 1, eller på engelsk Whistler's Mother. Selv om Whistler blev født i USA, boede han længst tid i Storbritannien og Frankrig.